# 西伯利亚早熟禾
西伯利亚早熟禾（学名：Poa sibirica），为禾本科早熟禾属下的一个植物种。其种加词“sibirica”意为“西伯利亚的”。